# 卡瓦尼亞斯 (科潘省)
卡瓦尼亞斯（西班牙語：Cabañas），是洪都拉斯的城鎮，位於該國西部，由科潘省負責管轄，面積126.3平方公里，海拔高度698米，2001年人口9,762，人口密度每平方公里77.29人。
14°50′0″N 89°6′0″W / 14.83333°N 89.10000°W